# Cristianesimo in Sierra Leone
Il cristianesimo in Sierra Leone è la seconda religione più diffusa nel Paese. Secondo i dati del censimento del 2004, la maggioranza della popolazione della Sierra Leone (circa il 78%) è di religione islamica. I cristiani rappresentano circa il 21% della popolazione, mentre circa l'1% della popolazione segue altre religioni. Non ci sono altri dati ufficiali successivi, ma le stime del Pew Research Center riferite al 2010 non presentano differenze sostanziali con l'ultimo censimento. Secondo altre stime, le religioni africane tradizionali sono sottostimate dalle statistiche ufficiali: ad esempio, stime del Dipartimento di Stato degli Stati Uniti d'America relative al 2018 danno i musulmani al 60% circa della popolazione, i cristiani al 30% circa e le religioni africane tradizionali al 10% circa della popolazione. È possibile, come avviene in altri stati dell'Africa occidentale, che una parte dei cristiani e dei musulmani segua contemporaneamente alcune pratiche e credenze animiste delle religioni africane tradizionali. La costituzione della Sierra Leone prevede la libertà religiosa nel rispetto della legge. I diritti religiosi possono essere limitati solo per motivi di ordine pubblico o per salvaguardare i diritti di altre persone. La libertà religiosa comprende anche il diritto di cambiare la propria religione. Tutte le organizzazioni religiose devono registrarsi; la mancata registrazione non comporta sanzioni, ma preclude la possibilità di accedere ai benefici di legge. Nella scuola pubblica non sono previsti corsi di educazione religiosa e morale, che comprendono un’introduzione ai fondamenti delle principali religioni del Paese (islam, cristianesimo e religioni africane) e delle maggiori religioni mondiali; l'insegnamento di una religione specifica può essere effettuato solo nelle scuole private gestite dai gruppi religiosi riconosciuti.

## Confessioni cristiane presenti
La maggioranza dei cristiani in Sierra Leone sono protestanti (circa il 13,5% della popolazione), mentre i cattolici rappresentano circa il 7% della popolazione.

### Chiesa cattolica
La Chiesa cattolica è presente nel Paese con una sede metropolitana (l'arcidiocesi di Freetown) e 3 diocesi suffraganee. 

### Protestantesimo
In Sierra Leone sono presenti metodisti, luterani, anglicani, battisti, avventisti, presbiteriani e Assemblee di Dio.
Le principali denominazioni protestanti presenti nel Paese sono le seguenti:
- Chiesa metodista unita in Sierra Leone: è la maggiore denominazione protestante del Paese: conta circa 50.000 membri e fa parte del Consiglio metodista mondiale;[5]
- Convenzione battista della Sierra Leone: conta circa 24.000 membri e fa parte dell'Alleanza mondiale battista;
- Chiesa della Provincia dell'Africa occidentale: fa parte della Comunione anglicana ed è presente nel Paese con la Diocesi anglicana di Freetown;
- Chiesa cristiana avventista del settimo giorno: presente nel Paese dal 1905, comprende più di 50 chiese e conta più di 12.000 membri;
- Chiesa evangelica luterana in Sierra Leone: conta circa 6.000 membri.